# Cattedrale di Canterbury
La cattedrale di Canterbury, il cui nome completo è cattedrale primaziale metropolitana di Nostro Signore Gesù Cristo di Canterbury (in inglese: Cathedral and Metropolitical Church of Christ at Canterbury), è una delle più antiche e conosciute chiese cristiane d'Inghilterra.
Nel cuore medievale di Canterbury, una delle più antiche città d'Inghilterra, si trovano tre monumenti apparentemente senza attinenza tra loro, ma che hanno un valore emblematico per la storia della Chiesa inglese tardo-antica e medievale: i suoi primi passi, evocati dalla modesta chiesa di San Martino, i suoi momenti più gloriosi, vissuti tra le pareti della cattedrale, e infine la riforma anglicana, con la dissoluzione della potente abbazia di Sant'Agostino, della quale oggi rimangono soltanto le vestigia.

## Storia
Nell'anno 43, quando i romani conquistarono la Britannia, esisteva già un piccolo villaggio chiamato Durwhern che, con il nuovo nome di "Durovernum", diventò il centro amministrativo della regione di Kent e una delle tappe d'obbligo sulla via che univa Londra alla costa. La regione, coinvolta nelle conquiste prima degli juti e in seguito degli angli e dei sassoni, alla fine del VI secolo divenne un regno sassone. Anche la sua capitale, una delle poche città romane che non furono abbandonate in seguito alle invasioni, aveva un nome sassone che conserva ancora oggi, Cantwarabyrig, "la città degli uomini del Kent".
In quel tempo l'Inghilterra era ancora prevalentemente pagana. La sua evangelizzazione ebbe inizio a Canterbury e da allora ciò ha conferito alla città il carattere di capitale spirituale dell'isola, in quanto fu innanzitutto destinata a sede primaziale della Chiesa di Roma e, in seguito, anche di quella d'Inghilterra.
Nel 597 il monaco Agostino sbarcò sulla costa del Kent, inviato da papa Gregorio Magno per convertire i sassoni. Fu amichevolmente ricevuto dal re Etelberto (re del Kent e bretwalda), ancora pagano, benché sposato con una principessa dei Franchi di religione cristiana, Berta. Su una collina, fuori dalle mura romane della città, la regina aveva fondato una chiesa dedicata a san Martino, che ancora esiste ed è considerata la chiesa consacrata più antica d'Inghilterra.

### La prima cattedrale e il suo vescovo
Poco tempo dopo il re e i suoi sudditi si convertirono al cristianesimo. Agostino, che aveva già fondato un monastero, decise allora di edificare una chiesa più grande all'interno delle mura della città. Il Papa concesse a questa chiesa il rango di cattedrale, così Canterbury divenne la prima sede episcopale d'Inghilterra e il monaco Agostino il suo primo vescovo.
Alla fine del VII secolo la città fu riconosciuta come sede primaziale d'Inghilterra. Il monastero di Agostino scomparve nel corso delle invasioni vichinghe, che devastarono l'Inghilterra nei secoli IX e X. Venne ricostruito nel 978 dall'arcivescovo Dunstan, che lo consacrò al suo fondatore, nel frattempo canonizzato dalla Chiesa.
Anche la cattedrale fu riedificata in due occasioni: dopo l'attacco danese del 1013 e dopo la conquista normanna del 1066.

### I due Guglielmi

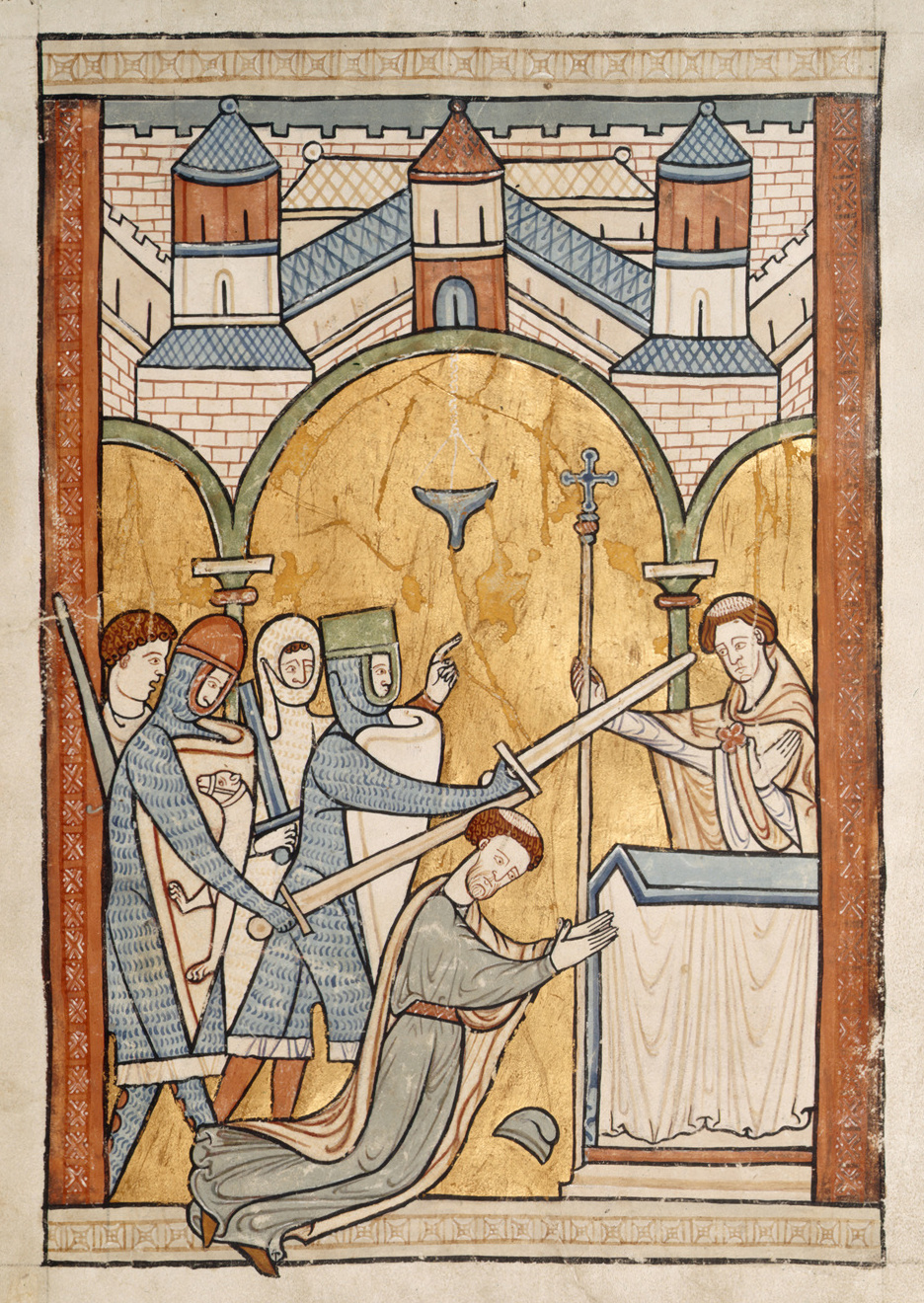
Tommaso Becket viene assassinato nella cattedrale di Canterbury

Nella cattedrale normanna, il 29 dicembre 1170, quattro sicari al soldo di Enrico II uccisero l'arcivescovo Tommaso Becket: l'episodio fu il culmine della lunga ostilità tra il re e il prelato in quanto il monarca voleva limitare la libertà e l’indipendenza della Chiesa cattolica in Inghilterra attraverso delle leggi dette Costituzioni di Clarendon. Al sangue del martire, canonizzato nel 1173 da Papa Alessandro III, furono attribuiti poteri miracolosi e immense schiere di pellegrini cominciarono ad affluire a Canterbury. L'evento è stato rievocato dal drammaturgo Thomas Stearns Eliot nel suo capolavoro teatrale Assassinio nella cattedrale.
Nel 1174 un incendio distrusse quasi completamente la cattedrale. Della sua ricostruzione si occupò l'architetto francese Guglielmo di Sens, deciso a riedificare interamente l'edificio nello stile gotico già dominante in Francia. Canterbury ebbe così la prima cattedrale gotica d'Inghilterra, uno splendido edificio con pianta a doppia croce e a tre navate, notevole soprattutto per la sua lunghezza: 168 metri.
A questa prima fase appartiene il corpo orientale dell'edificio attuale; in fondo all'abside si apre la cappella detta "Corona", nella quale si conservano le uniche vetrate originali del tempio, sopravvissute all'iconoclastia della riforma anglicana e ai bombardamenti della seconda guerra mondiale.
Una grande scalinata di epoca posteriore unisce il corpo orientale a quello occidentale. Sia il secondo transetto, coperto da volte a ventaglio e coronato dalla grande torre centrale, la "Bell Harry Tower", sia la navata principale furono ricostruiti alla fine del XIV secolo per volere del priore Chillenden.

### I racconti di Canterbury
I pellegrinaggi al sepolcro di Becket portarono per secoli grande benessere alla città e alla sua cattedrale. I famosissimi Racconti di Canterbury, scritti nel XIV secolo da Geoffrey Chaucer, narrano proprio il viaggio di un gruppo di pellegrini da Londra al santuario di Tommaso Becket.
Alla metà del XVI secolo la riforma religiosa di Enrico VIII, che comportò l'abolizione degli ordini religiosi e del culto dei santi, pose fine a questa prosperità e ridusse l'importanza di Canterbury.
Nemmeno la cattedrale sfuggì al cambiamento: le rivolte antipapali, soprattutto durante la rivoluzione inglese del XVII secolo, provocarono la distruzione di immagini sacre, vetrate e sepolcri, tra i quali quello di san Tommaso Becket.
La riforma anglicana significò, inoltre, la chiusura dell'abbazia di sant'Agostino. La maggior parte degli edifici abbaziali fu abbandonata e oggi è in rovina. Restano il chiostro e la sala capitolare, integrati nel Saint Augustine's College, fondato dopo la riforma, e la Christchurch Gate, che dà accesso all'antico recinto.

## Caratteristiche architettoniche
La Cattedrale di Canterbury è il primo esempio importante di architettura gotica inglese, che si manifesta per la prima volta nella costruzione del coro e tre ordini, quello della navata, il triforio e il cleristorio. La cattedrale ha una pianta a croce latina che, durante le aggiunte è stata stravolta: nel coro absidato sono presenti 5 cappelle radiali, la principale delle quali, quella assiale, è nota come Cappella della Trinità, anticipa uno spazio successivo, la corona. Per questo motivo l'architettura di questa cattedrale risulta poco unitaria; piuttosto la chiesa sembra essere costituita da ambienti distinti l'uno dall'altro, diversi anche nello stile. Le caratteristiche gotiche della chiesa sono individuabili nelle volte costolonate ad arco acuto, nei diversi ordini raccordati dai pilastri polistili delle navate e dal senso di verticalità emanato. Già nella cattedrale di Canterbury è leggibile una tendenza decorativa dello stile gotico, poi realizzatosi nello stile decorato.

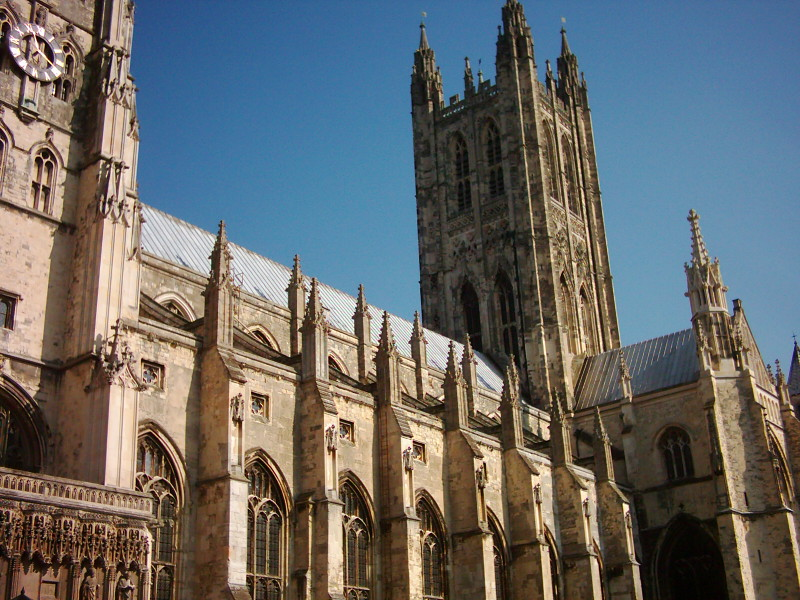
Vista laterale
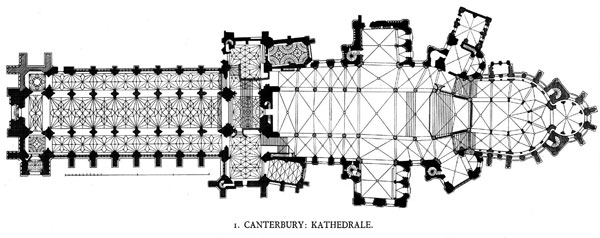
La pianta del complesso
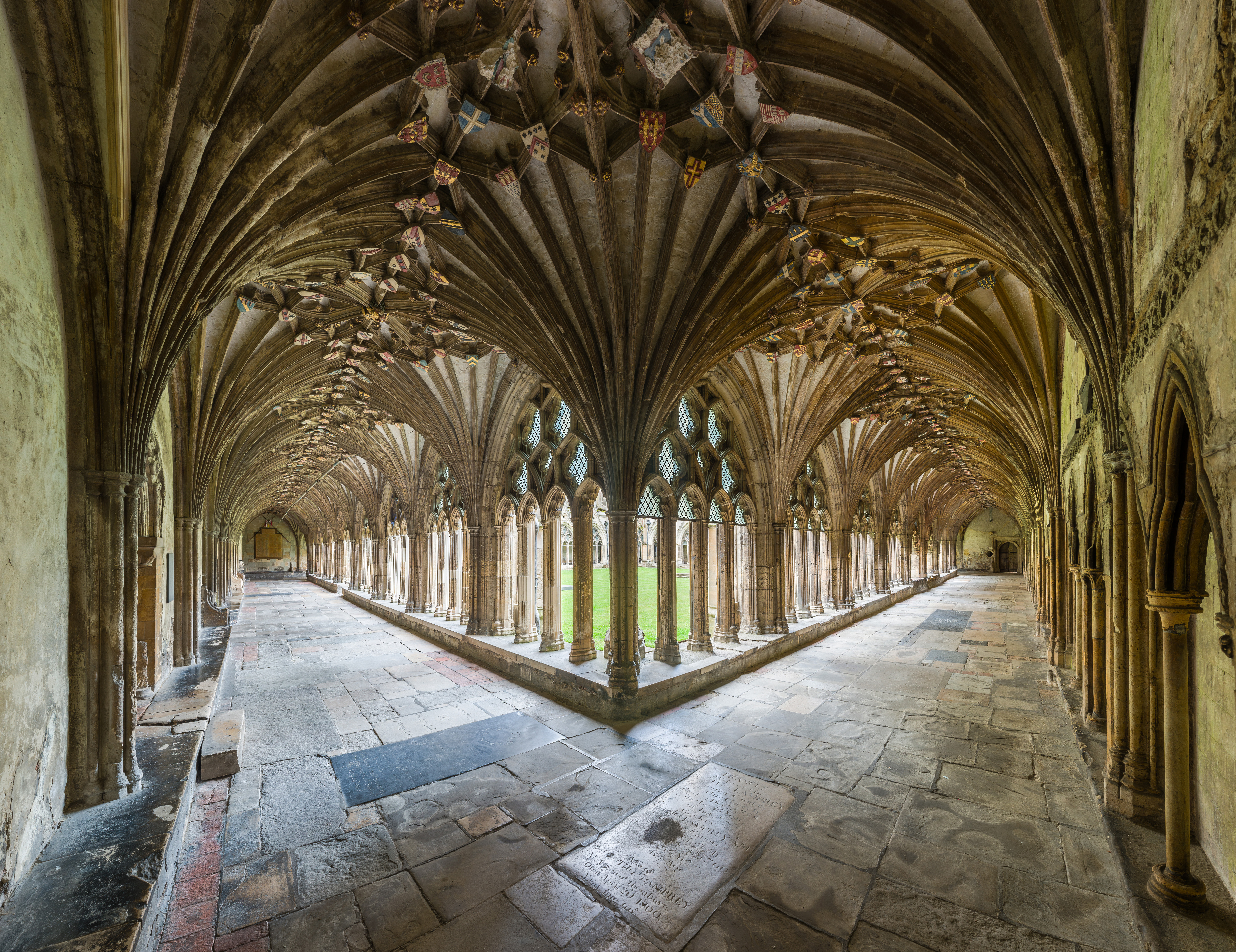
Particolare del chiostro della cattedrale
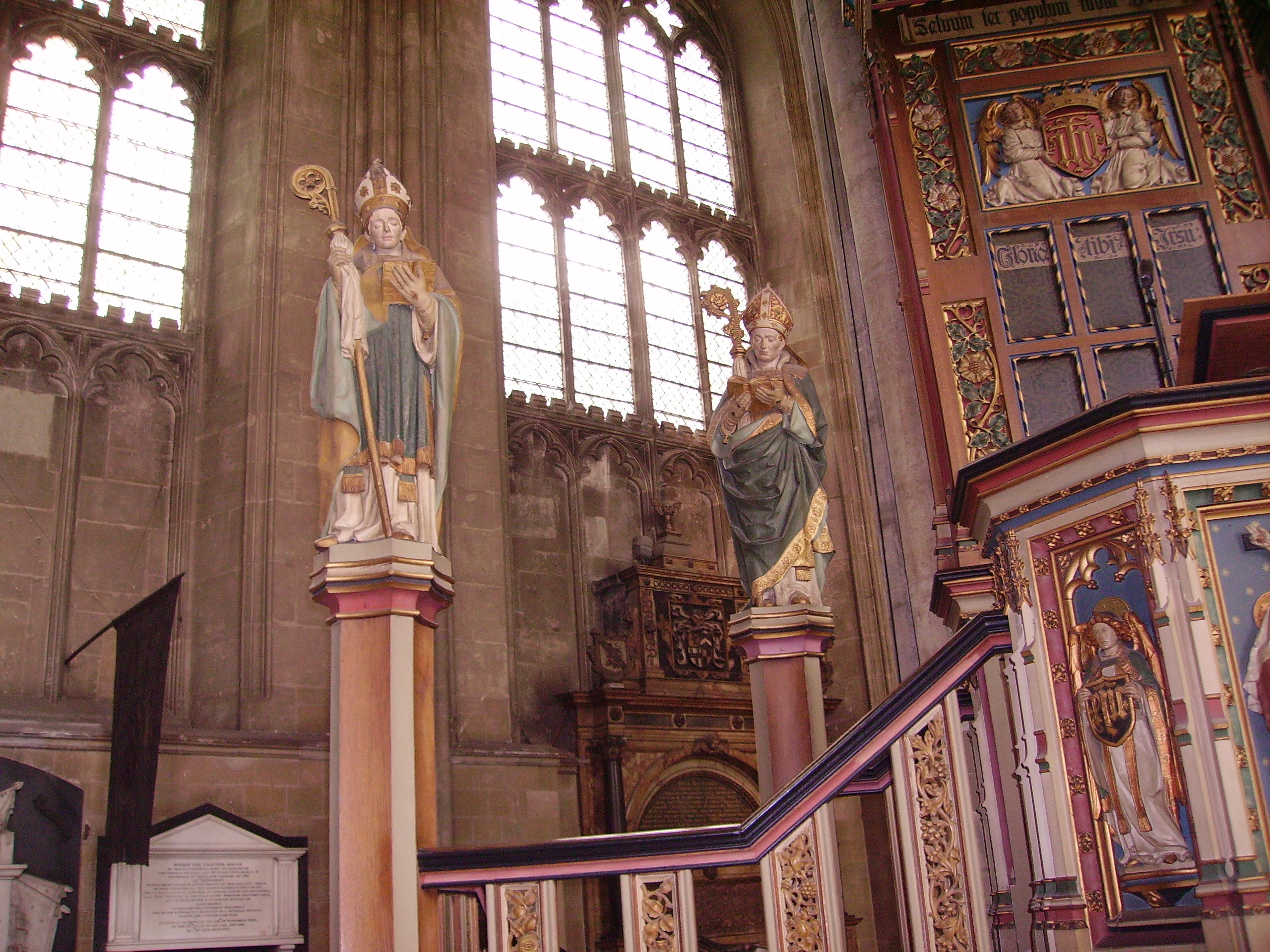
Particolari di un pulpito all'interno della cattedrale